# 조병호 (한학자)
조병호(趙柄鎬, 1914년 ~ 2005년)는 대한민국의 한학자이며, 호는 정향(靜香)이다. 청양 출생의 서예가로 민형식, 오세창으로부터 배웠으며, 김정희, 김석준, 현채의 정통을 이은 분으로 일컬어진다. 금석학에 조예가 깊어 중국 금문에 나타나는 여러 가지 글꼴을 연구 및 해석함으로써 중국학계에 널리 알려진 인물이다.

## 생애
1933년에 시서화사(詩書畵社)에 입문하고 1939년 조선서도전에 입선하자, 일본인들의 전시회에 참여했다는 이유로 비판을 받자, 이후 서예계와 인연을 멀리하였다. 한 때 신도안에서 수학하였으며, 단묘를 그 곳에 창건하였는데 나중에 대전 정림동으로 옮겼다. 신영복 교수가 대전교도소에 수감 중일 때 붓글씨를 가르친 스승이다.